# Monzio Magno
Monzio Magno (latino: Montius Magnus; ... – 353) è stato un politico dell'Impero romano sotto l'imperatore Costanzo II, coinvolto nella caduta del cesare Costanzo Gallo.

## Biografia
Probabilmente proconsole a Costantinopoli, Monzio venne scelto dall'imperatore romano Costanzo II come quaestor sacri palatii del cugino Costanzo Gallo, eletto nel 350 caesar d'Oriente; contestualmente venne probabilmente nominato patricius.
Monzio morì nel 353, in circostanze controverse. Il nuovo prefetto del pretorio, Domiziano, era stato inviato da Costanzo dal cugino, ad Antiochia, per intimargli di recarsi alla corte imperiale, a Milano, in quanto Costanzo era venuto a conoscenza dei problemi che stava creando in Oriente il governo di Gallo. Gallo ordinò l'arresto di Domiziano, il quale venne difeso da Monzio: il quaestor si rivolse ai comandanti delle scholae (le guardie personali dell'imperatore), avvertendoli che un tale atto sarebbe stato tradimento, ma entrambi gli uomini furono picchiati e uccisi, dietro ordine di Gallo e istigazione del curator urbis Luscus, dai soldati della truppa. Una seconda versione dei fatti vuole Costanzo geloso dei successi di Gallo contro i Sasanidi, Domiziano inviato ad impedire che Gallo celebrasse un trionfo ad Antiochia, Monzio ricevere l'ordine di arrestare l'inviato di Costanzo e rifiutarsi sulla base della limitazione di potere di Gallo, e Costantina, moglie di Gallo e sorella di Costanzo, prendere Monzio dalla sedia e gettarlo ai soldati che l'uccisero.
Prima di morire, Monzio aveva fatto i nomi di Epigono di Cilicia, un filosofo, e di Eusebio di Emesa, un oratore, che furono arrestati e processati. Secondo una testimonianza di Ammiano Marcellino, l'agire di Domiziano e di Monzio potrebbe essere stato legato ad un tentativo di colpo di Stato organizzato ai danni di Gallo: infatti i due arrestati erano tribuni fabricarum e, in quanto responsabili delle fabbriche di armi, avevano dato la loro disponibilità a rifornire di armi una eventuale sommossa contro Gallo. La reazione del cesare fu quella di organizzare una serie di processi per tradimento che non fecero altro che far precipitare la situazione fino alla sua destituzione, arresto ed esecuzione (354).